# 公子少官
公子少官（？—？），嬴姓，战国时期秦国公子。

## 生平
前343年，周显王派使臣赐予秦孝公霸主的称号。次年，魏惠王召集诸侯参加逢泽（今河南省开封市南）会盟，秦孝公派公子少官参加，诸侯会盟后又前往朝见天子周显王。

## 文学形象
长篇历史小说《东周列国志》中，公子少官于第八十九回《马陵道万弩射庞涓 咸阳市五牛分商鞅》登场，他作为商鞅的副将参与了吴城之战。